# Asplenium trichomanes x cuneifolium
Asplenium trichomanes x cuneifolium là một loài dương xỉ trong họ Aspleniaceae. Loài này được Aschers.u.Graebn. mô tả khoa học đầu tiên năm 1912.
Danh pháp khoa học của loài này chưa được làm sáng tỏ. 

## Hình ảnh

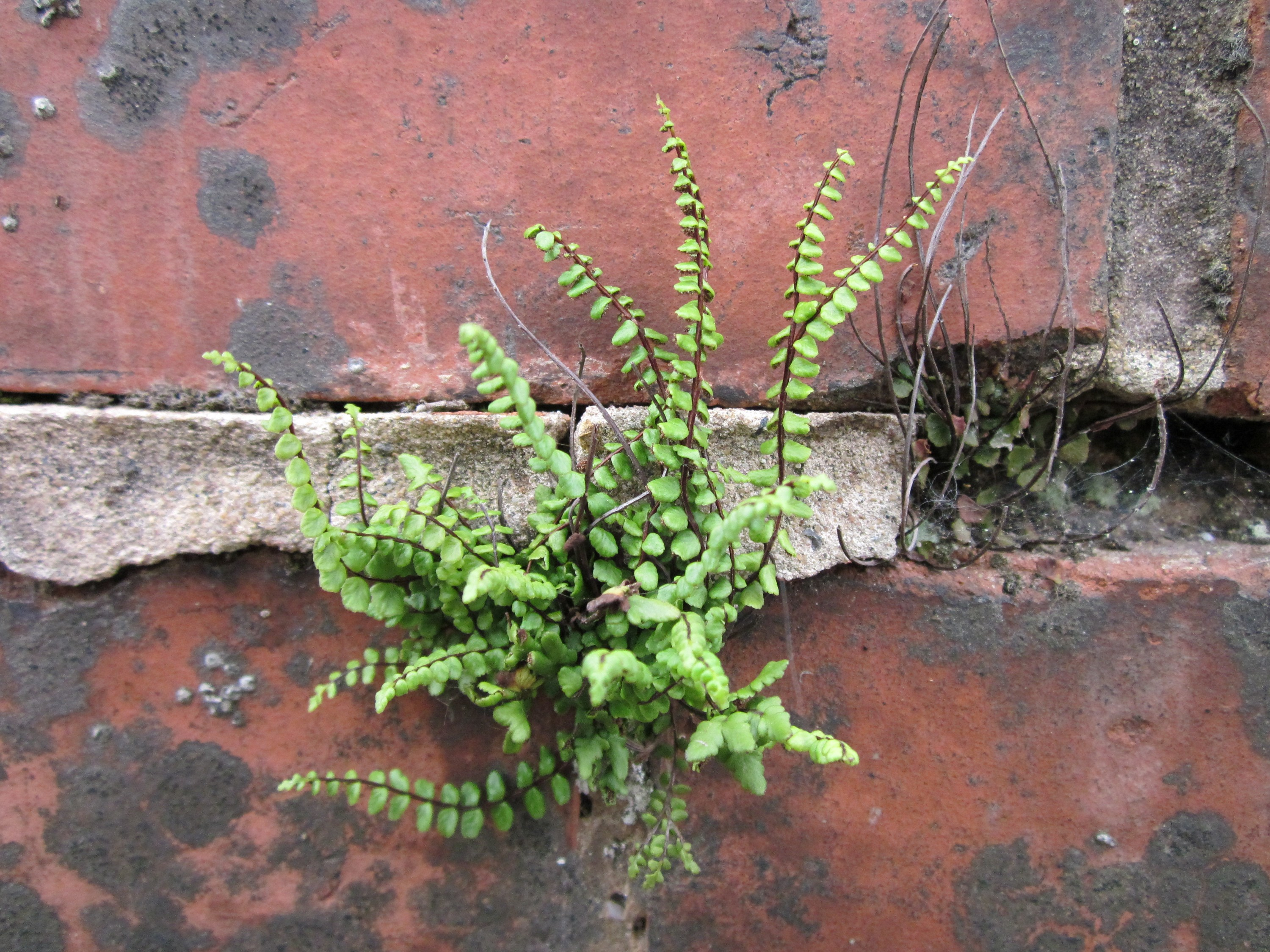
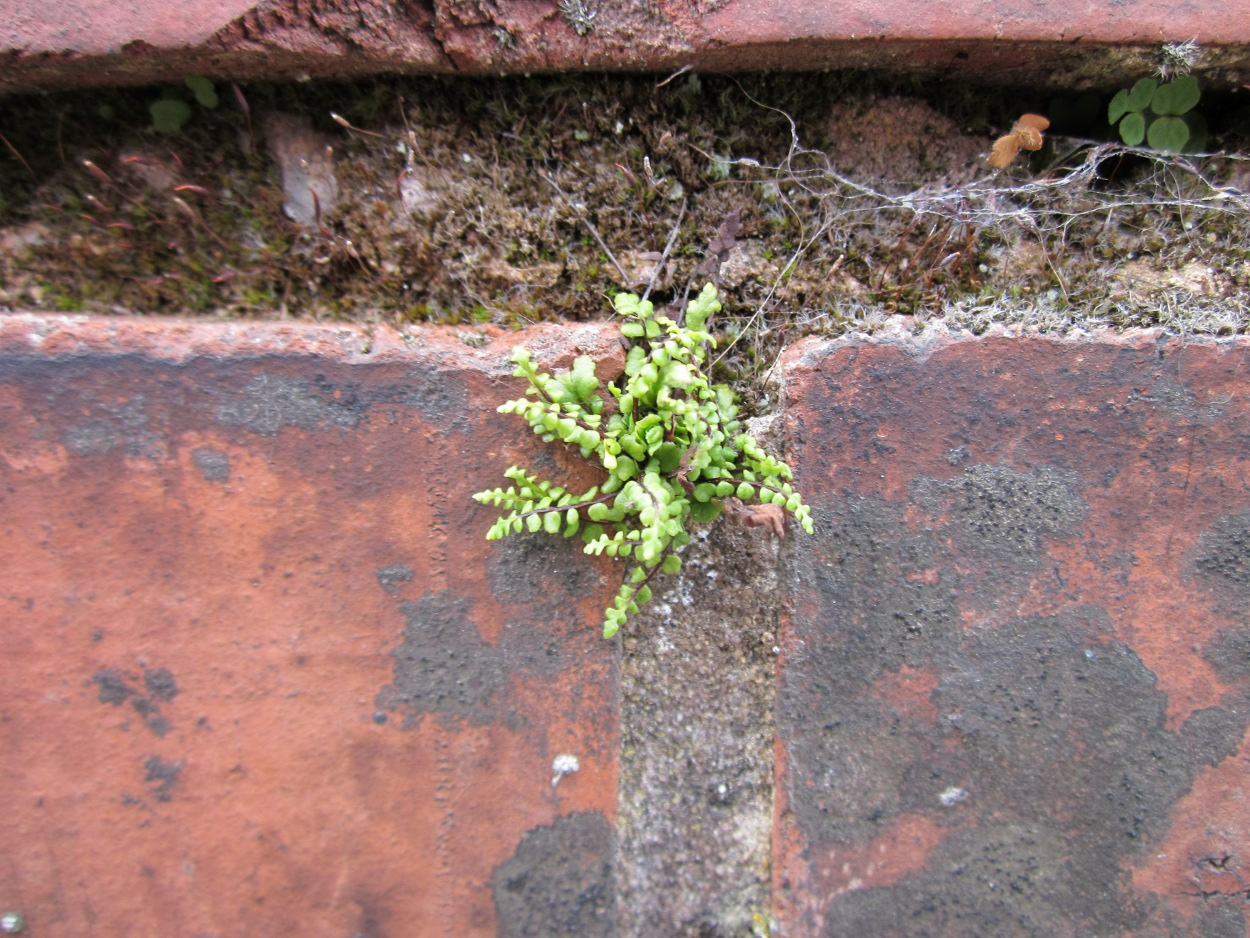
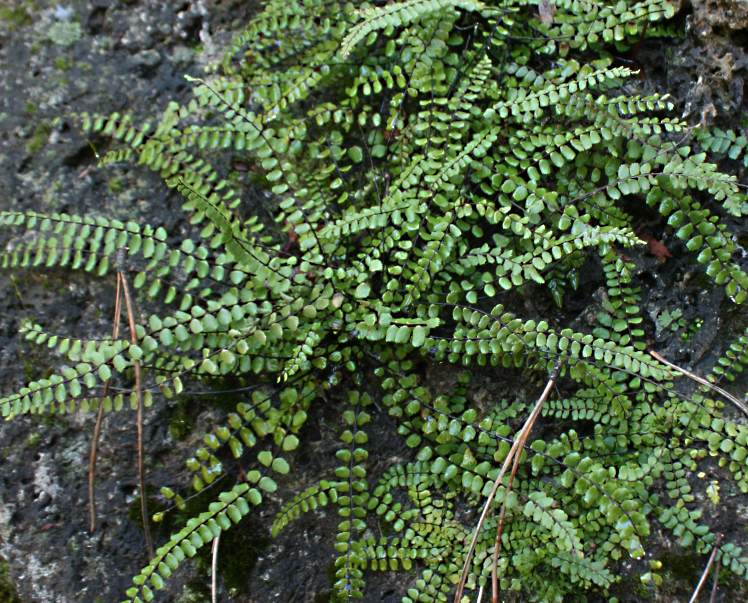
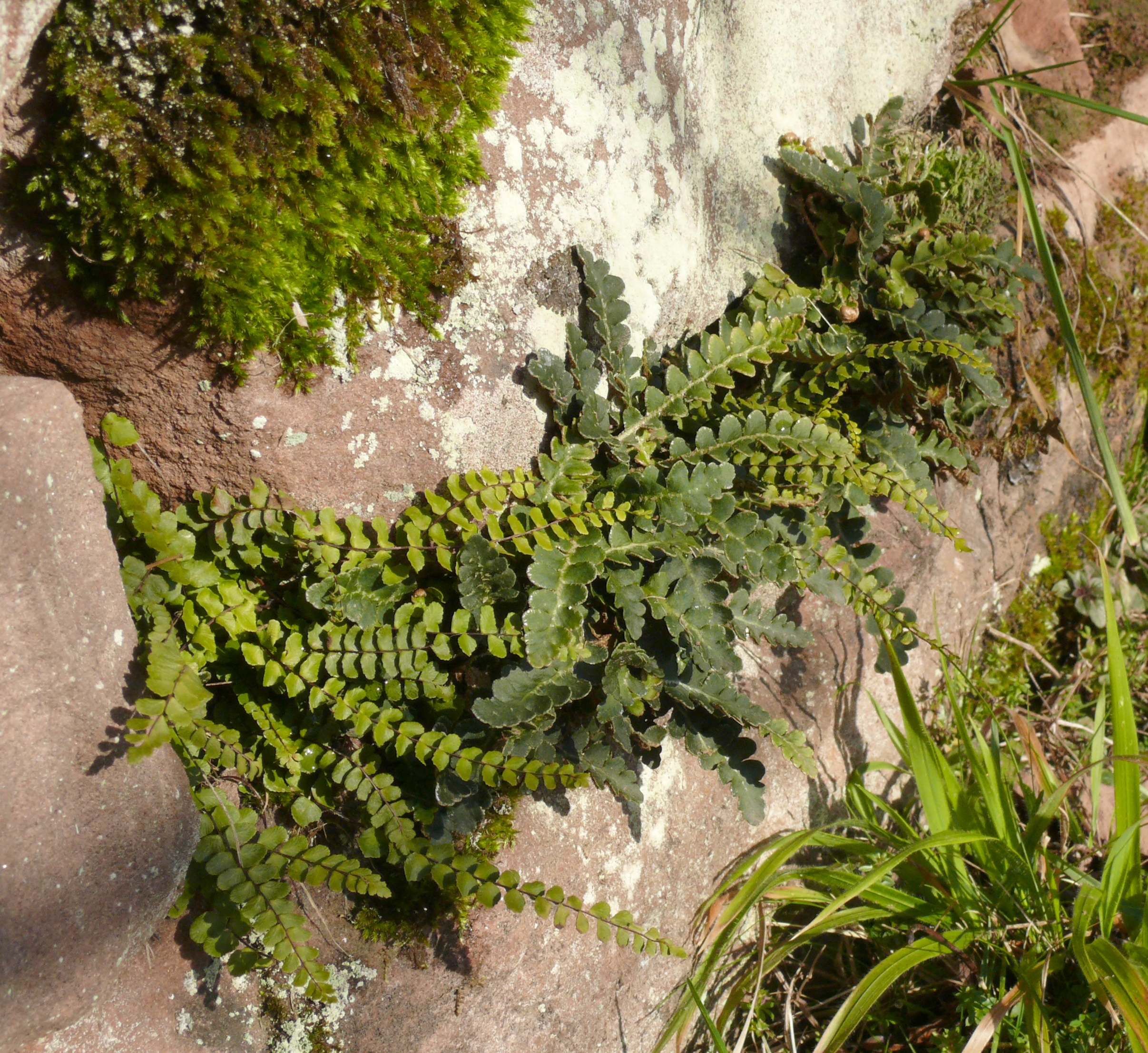